# Simboli delle regioni d'Italia
Questa pagina contiene i simboli (stemmi, bandiere e gonfaloni) delle regioni italiane. Tutte le istituzioni hanno un proprio stemma ufficiale e la maggioranza di esse ha anche un gonfalone regolamentato; solo alcune delle bandiere hanno invece carattere de iure (ovvero essendo sancite e disciplinate da disposizioni normative), mentre diverse altre sono vessilli de facto.

## Abruzzo

### Stemma

Stemma

Lo stemma regionale è composto da uno scudo sannitico stilizzato suddiviso in tre fasce trasversali di colore bianco, verde e azzurro, rappresentanti, nel rispettivo ordine, le vette innevate, i boschi e le colline e il mare dell'Abruzzo. La fascia bianca è posta in alto a sinistra, quella verde al centro e quella azzurra nella parte inferiore, riflettendo tale disposizione il susseguirsi dei monti, delle colline e del mare, secondo il naturale andamento geografico - morfologico del territorio regionale. Le tre fasce sono delimitate da una bordatura color oro.
È regolato dalla legge regionale n. 26 del 22 luglio 1986.

### Gonfalone

Gonfalone

Gonfalone

Il gonfalone della Regione riproduce al centro lo stemma, sovrastato dalla scritta "REGIONE ABRUZZO". Il fondo è di colore bordeaux brillante contornato da una bordatura e rappresenta il tradizionale calore del popolo abruzzese. La base è frangiata al vertice, mentre nella parte superiore sono posti gli occhielli per l'inserimento di un'asticella in ottone lucido per il supporto del gonfalone. La bordatura, la frangia e gli occhielli sono anch'essi dorati.
È regolato dalla legge regionale n. 26 del 22 luglio 1986.

### Bandiera

Bandiera de facto

Bandiera de facto

Bandiera de facto

Bandiera de facto

Bandiera de facto

Bandiera de facto

Bandiera de facto

Bandiera de facto

Non è invece disciplinata la bandiera (bordeaux con lo stemma regionale al centro, senza epigrafi), introdotta nel 1995 per rispondere alla richiesta del presidente della Repubblica Oscar Luigi Scalfaro, che il 4 novembre volle esporre tutti i vessilli regionali d'Italia al palazzo del Quirinale.

## Basilicata

### Stemma

Stemma

Stemma

Stemma

Stemma

Stemma

Stemma

Stemma

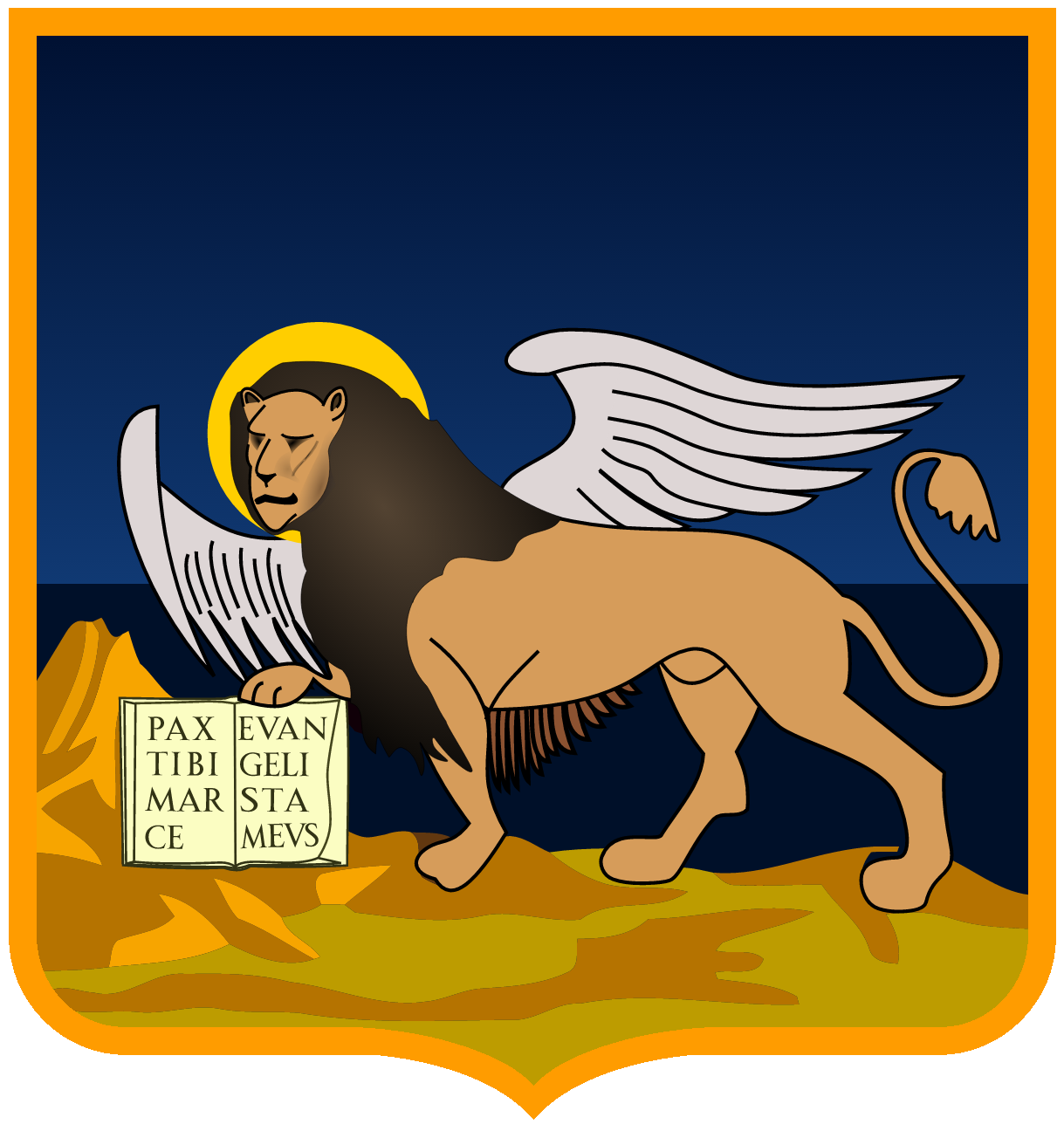
Stemma

Lo stemma regionale è costituito da una fascia di quattro onde d'azzurro in campo argento, le quali rappresentano i fiumi più importanti della Basilicata.
È regolato dalla legge regionale n. 12 del 22 giugno 1973. 

### Gonfalone

Gonfalone

Gonfalone

Gonfalone

Gonfalone

Gonfalone

Gonfalone

Il gonfalone è di colore azzurro mare e reca al centro lo stemma di cui all'articolo precedente e in alto l'iscrizione centrata in oro: "Regione Basilicata". Il gonfalone si completa con il nastro tricolore (verde, bianco e rosso) frangiato d'oro annodato al di sotto del puntale.
È regolato dalla legge regionale n. 12 del 22 giugno 1973. 

### Bandiera

Bandiera

La bandiera (blu con lo stemma regionale al centro, senza epigrafi) è stata introdotta nel 1995 per rispondere alla richiesta del presidente della Repubblica Oscar Luigi Scalfaro, che il 4 novembre volle esporre tutti i vessilli regionali d'Italia al palazzo del Quirinale.
La bandiera è stata successivamente disciplinata dalla legge regionale n. 10 del 6 aprile 1999.

## Calabria

### Stemma

Stemma

Stemma

Stemma

Lo stemma regionale è un ovale inquartato in decusse, di cui il quarto superiore e quello inferiore sono su fondo dorato mentre i laterali su fondo grigio, così come la cornice. Nel quarto superiore vi è un pino laricio verde, poggiante su una linea dritta; nel quarto inferiore è presente parte di una colonna con capitello dorico azzurra, la cui base è ondulata; nel quarto laterale sinistro vi è una croce bizantina e, infine, in quello destro una croce potenziata, entrambe di colore nero.
È regolato dalla legge regionale n. 6 del 15 giugno 1992.

### Gonfalone
Il gonfalone è di colore blu, con al centro lo stemma e le scritte maiuscole REGIONE e CALABRIA in colore oro disposte parallelamente. Ha una foggia regolare movimentata alla base da una doppia curvatura, prima concava e poi convessa. All'innesto del puntale sull'asta del gonfalone è annodato un nastro con i colori della bandiera nazionale.
È regolato dalla legge regionale n. 6 del 15 giugno 1992.

### Bandiera
Non è invece disciplinata la bandiera (blu con lo stemma regionale al centro e l'epigrafe istituzionale), introdotta nel 1995 per rispondere alla richiesta del presidente della Repubblica Oscar Luigi Scalfaro, che il 4 novembre volle esporre tutti i vessilli regionali d'Italia al palazzo del Quirinale.

## Campania

### Stemma

Stemma

Lo stemma regionale è sostanzialmente quello utilizzato dalla Repubblica di Amalfi ai suoi albori, costituito da una banda rossa in campo bianco.
È regolato dalla legge regionale n. 1 del 21 luglio 1971.

### Gonfalone
Il gonfalone è di colore azzurro mare e reca al centro lo stemma e in basso la scritta in oro dittante "REGIONE CAMPANIA". Il gonfalone si completa con un nastro tricolore (verde, bianco e rosso) annodato al di sotto del puntale.
È regolato dalla legge regionale n. 1 del 21 luglio 1971.

### Bandiera
Non è invece disciplinata la bandiera (blu con lo stemma regionale al centro), introdotta nella prima metà degli anni 1970.

## Emilia-Romagna

### Stemma
Lo stemma regionale è un simbolo costituito da una cornice quadrata, all'interno della quale si trova un trapezoide rettangolo di colore verde con il lato superiore di andamento sinusoidale, inserito in un campo quadrato bianco confinato in verde. Va accompagnato, a seconda della necessità, dalla scritta "Regione Emilia-Romagna", anch'essa di colore verde e sovrastata da una linea di colore rosso. Le indicazioni cromatiche e i caratteri tipografici sono stabiliti con una deliberazione del Consiglio regionale.
È regolato dalla legge regionale n. 46 del 15 dicembre 1989.

### Gonfalone

Gonfalone

Gonfalone

Gonfalone

Gonfalone

Gonfalone

Il gonfalone è costituito da un drappo di seta bianco contornato in oro, terminante a punta rivolta verso il basso. All'interno è riprodotto lo stemma della Regione con sotto, in evidenza, la scritta "Regione Emilia-Romagna" sormontata da una linea di colore rosso.
È regolato dalla legge regionale n. 46 del 15 dicembre 1989.

### Bandiera
Non è invece disciplinata la bandiera (bianca con al centro il logo e l'epigrafe istituzionale), introdotta nel 1995 per rispondere alla richiesta del presidente della Repubblica Oscar Luigi Scalfaro, che il 4 novembre volle esporre tutti i vessilli regionali d'Italia al palazzo del Quirinale.

## Friuli-Venezia Giulia

### Stemma

Stemma

Stemma

Stemma

Stemma

Stemma

Lo stemma regionale è uno scudo su fondo azzurro con un'aquila dorata raffigurata con le ali spiegate e una corona turrita argentea tra gli artigli.
È stato concesso con decreto del Presidente della Repubblica dell'8 dicembre 1967 e disciplinato dal decreto del Presidente della Giunta regionale 26 gennaio 1970, n. 0306/Pres.

### Gonfalone

Gonfalone

Il gonfalone riprende la medesima simbologia sempre su fondo azzurro mare e presenta alla base tre frange contornate in oro. Tale gonfalone si completa con un nastro con il tricolore italiano annodato al di sotto del puntale.
È stato concesso con decreto del Presidente della Repubblica dell'8 dicembre 1967 e disciplinato dal decreto del Presidente della Giunta regionale 26 gennaio 1970, n. 0306/Pres.

### Bandiera

Bandiera

La bandiera (azzurra con al centro l'aquila d'oro al volo spiegato, afferrante con gli artigli una corona turrita d'argento) è stata introdotta nel 1995 per rispondere alla richiesta del presidente della Repubblica Oscar Luigi Scalfaro, che il 4 novembre volle esporre tutti i vessilli regionali d'Italia al palazzo del Quirinale.
La bandiera è stata successivamente disciplinata dalle leggi regionali del 17 ottobre 2001 e del 27 novembre 2001, quest'ultima emendata dalla legge regionale 27 marzo 2015.

## Lazio

### Stemma
Lo stemma regionale è costituito da un ottagono bordato in oro, all'interno del quale sono disposti a decusse gli stemmi delle province regionali: al centro lo stemma della città metropolitana di Roma e attorno gli stemmi, in ordine di disposizione, delle province di Frosinone, Latina, Rieti e Viterbo intervallati tra di loro dal tricolore.
È regolato dalla legge regionale n. 58 del 17 settembre 1984.

### Gonfalone
Il gonfalone della Regione (...) è di colore azzurro celeste bordato di blu oltremare azzurro scuro, reca nella parte superiore lo stemma (...) sostenuto da una spiga e da un ramo di quercia e sormontato da una corona rifiniti in oro chiaroscurato e nella parte inferiore l'iscrizione centrata in oro "REGIONE LAZIO" ed è completato alla base con una frangia d'oro. Al di sotto del puntale del gonfalone è annodato un nastro tricolore (verde, bianco e rosso), frangiato d'oro.
È regolato dalla legge regionale n. 58 del 17 settembre 1984.

### Bandiera
Non è invece disciplinata la bandiera (azzurra con al centro lo stemma regionale, corredato da corona turrita, serto di alloro e quercia ed epigrafe istituzionale), introdotta nel 1995 per rispondere alla richiesta del presidente della Repubblica Oscar Luigi Scalfaro, che il 4 novembre volle esporre tutti i vessilli regionali d'Italia al palazzo del Quirinale.

## Liguria

### Stemma
Lo stemma regionale è costituito da una caravella stilizzata, con lo scafo argenteo contornato in nero e una vela bianca bordata turchese inquartata da croce rossa con stelle argentate nei riquadri.
È regolato dalla legge regionale n. 3 del 15 gennaio 1985.

### Gonfalone
Il gonfalone è costituito da un drappo a bande verticali di eguale larghezza colorate, in ordine da sinistra verso destra, in verde, rosso e azzurro mare. Al centro del gonfalone figura lo stemma della Regione con larghezza pari ai tre quinti della larghezza complessiva del drappo; sotto di esso, campeggia il lemma REGIONE LIGURIA, di colore grigio chiaro. All'innesto del puntale sull'asta del gonfalone è annodato un nastro tricolore.
È regolato dalla legge regionale n. 3 del 15 gennaio 1985.

### Bandiera

Bandiera

La bandiera (verde, rossa e blu con al centro lo stemma) è stata introdotta nel 1995 per rispondere alla richiesta del presidente della Repubblica Oscar Luigi Scalfaro, che il 4 novembre volle esporre tutti i vessilli regionali d'Italia al palazzo del Quirinale.
La bandiera è stata successivamente disciplinata dalla legge regionale n. 26 del 7 luglio 1997.

## Lombardia

### Stemma
Lo stemma regionale è costituito da una rosa camuna stilizzata bianca inclinata di 22° inscritta in un quadrato verde. È stato introdotto nel 1975 su proposta dell'allora assessore alla cultura Alessandro Fontana e progettato nello stesso anno da Pino Tovaglia, Bob Noorda, Roberto Sambonet e Bruno Munari.
È regolato dalla legge regionale n. 85 del 12 giugno 1975.

### Gonfalone
Il gonfalone è di colore verde e di dimensione 3x2 metri e riproduce il lemma REGIONE LOMBARDIA in giallo, il Carroccio e lo stemma regionale. La cravatta e i nastri recano il tricolore nazionale.
È regolato dalla legge regionale n. 85 del 12 giugno 1975.

### Bandiera

Bandiera

La Regione, a proposito del proprio vessillo, valutò a più riprese, senza esito, l'adozione di una bandiera che coniugasse la rosa camuna con la croce di San Giorgio, altro simbolo iconicamente legato alla storia lombarda. Nel mentre tuttavia divenne invalso nell'uso il semplice adattamento in bandiera dello stemma regionale, quindi la sola rosa camuna bianca su un rettangolo verde: la scelta ricadde quindi su una mera regolarizzazione della prassi, che trovò ratifica nella promulgazione della legge regionale n. 2 del 29 gennaio 2019.

## Marche

### Stemma
Lo stemma regionale è uno scudo ritondato, al centro del quale è raffigurato un picchio che si sovrappone alla prima metà della lettera "M", iniziale di "Marche". La scelta trae origine dall'antichissima tradizione che narra di come il popolo piceno ebbe origine da un ver sacrum guidato dal totem del picchio; i Piceni si diffusero poi in tutto il territorio marchigiano, dall'estremo nord all'estremo sud. La tradizione trova conferma nei ritrovamenti archeologici, che testimoniano che nell'età del ferro la cultura picena aveva unificato culturalmente la regione, per la prima volta nella storia.
È regolato dalla legge regionale n. 13 del 15 marzo 1980.

### Gonfalone
Il gonfalone è di colore bianco e reca al centro lo stemma sovrastato dalla scritta "REGIONE MARCHE" di colore verde disposta ad arco. Il gonfalone si completa con il nastro tricolore (verde, bianco, rosso) annodato al di sotto del puntale.
È regolato dalla legge regionale n. 13 del 15 marzo 1980.

### Bandiera
Non è invece disciplinata la bandiera (bianca con al centro lo stemma e l'epigrafe istituzionale), introdotta nel 1995 per rispondere alla richiesta del presidente della Repubblica Oscar Luigi Scalfaro, che il 4 novembre volle esporre tutti i vessilli regionali d'Italia al palazzo del Quirinale.

### Inno
Composizione orchestrale, commissionata a Giovanni Allevi per la musica e Giacomo Greganti per il testo, in occasione dell'Incontro Nazionale dei Giovani di Loreto del 2007, l'Inno delle Marche, con “una melodia, creata sulle sfumature del paesaggio marchigiano, ne trasmette atmosfere e sensazioni, per la pacata bellezza, i suoi centri storici, l'arte, i luoghi di culto, le attività economiche e sociali".

## Molise

### Stemma
Lo stemma regionale è uno scudo (non riconducibile ad alcuna forma classica dell'araldica) rosso bordato d'argento con banda diagonale dello stesso colore e in alto a sinistra una stella argentea a otto punte, analoga a quella della riproduzione dell'Arme della Provincia di Molise contenuta in un frontespizio tratto dall'opera "il Regno di Napoli diviso in dodici Province" di Enrico Rocco Alemanno (Napoli, 1608). L'ispirazione fondamentale della scelta dello stemma regionale è legata all'identità storica del nome e del territorio di Molise che "compare nell'Alto Medioevo come quella di una Contea normanna e deriva da quello del castello di Molise (...)", il Contado di Molise, il cui territorio aveva però poco in comune con quello su cui la Regione ha la sua giurisdizione.
Lo stemma, scelto a seguito di un concorso popolare bandito nel 1976, è stato approvato con legge regionale n. 198 del 21 gennaio 1978.

### Gonfalone

Gonfalone de facto

Gonfalone

Gonfalone

Gonfalone

Il gonfalone è un drappo azzurro caricato centralmente dello stemma e, al di sotto, dell'epigrafe Regione Molise.
Del gonfalone si fa menzione all'art. 1 dello statuto regionale, come da ratifica della legge regionale n. 10 del 17 aprile 2014, ma nessuna disposizione ne norma foggia e utilizzo.

### Bandiera

Bandiera de facto degli anni 1980

Bandiera de facto del 1995, attualmente usata

Nessuna disposizione formale, nemmeno indiretta, riguarda invece la bandiera (blu con al centro lo stemma e l'epigrafe istituzionale), introdotta negli anni 1980, della quale esistono due versioni: l'originaria era declinata in bicromia, con lo scudo privo della coloritura rossa; lo stemma invece campeggia nelle sue tinte effettive su quella introdotta nel 1995 per rispondere alla richiesta del presidente della Repubblica Oscar Luigi Scalfaro, che il 4 novembre volle esporre tutti i vessilli regionali d'Italia al palazzo del Quirinale.

## Piemonte

### Stemma
Lo stemma regionale è un quadrato rosso con una croce argentea spezzata da un lambello azzurro di tre pezzi bordato d'argento, già stemma del Piemonte dal 1424.
È stato adottato dalla legge regionale n. 4 del 16 gennaio 1984.

### Gonfalone

Gonfalone

Il gonfalone è interzato in palo, il primo di rosso, il secondo di blu e il terzo d'arancio, colori già in uso nella Repubblica di Alba, proclamata il 25 aprile 1796.
È stato adottato dalla legge regionale n. 4 del 16 gennaio 1984.

### Bandiera

Bandiera

La bandiera piemontese (croce bianca su rettangolo rosso spezzata da un lambello azzurro di tre pezzi, il tutto bordato d'azzurro) è stata introdotta nell'ordinamento regionale nel 1995 per rispondere alla richiesta del presidente della Repubblica Oscar Luigi Scalfaro, che il 4 novembre volle esporre tutti i vessilli regionali d'Italia al palazzo del Quirinale. La sua adozione e la regolamentazione d'uso sono avvenute con le leggi regionali n. 83 del 24 novembre 1995 e n. 36 del 17 giugno 1997.

### Inno
Concretizzando una proposta emersa nel dibattito politico fin dal 1983, ai sensi dell'art. 3-bis della legge regionale 15/2004, introdotto dall'art. 39, comma 3, della legge regionale n. 10/2024, l'inno regionale è riconosciuto con legge della Regione. Tuttavia, nelle more dell'approvazione della legge di riconoscimento, l'art. 41, comma 2, della legge regionale 10/2024 autorizza l'ufficio di presidenza del Consiglio regionale, previa consultazione dei capigruppo, a individuare il testo e la musica dell'inno.
Il 28 marzo 2024, in sede di prima applicazione, l'ufficio di presidenza ha approvato all'unanimità la delibera n. 81/2004 che adotta il brano Ël Drapò a deuv vive (con testo di Camillo Brero e musica di Fulvio Creux) quale inno regionale ufficiale e ne definisce altresì le modalità d'esecuzione, accogliendo in tal modo l'indicazione operata dal comitato consultivo del Centro Gianni Oberto.

## Puglia

### Stemma
Lo stemma regionale è costituito da uno scudo sannitico e da una corona d'oro speciale. Lo scudo presenta l'albero d'olivo in campo argenteo, racchiuso in un ottagono rosso su fondo azzurro. I sei cerchi verdi su sfondo giallo posizionati nella parte alta dello scudo rappresentano le province pugliesi.
È regolato dalla legge regionale n. 28 dell'8 settembre 1988.

### Gonfalone
Il gonfalone è un drappo bianco rettangolare (proporzioni 2x1 m), ornato con ricami d'oro; al centro campeggia lo stemma, sormontato dalla denominazione istituzionale REGIONE PUGLIA in giallo, mentre paralleli ai bordi corrono due pali di verde e di rosso.
È regolato dalla legge regionale n. 28 dell'8 settembre 1988.

### Bandiera

Bandiera

La bandiera (un semplice adattamento del gonfalone) è stata introdotta nel 1995 per rispondere alla richiesta del presidente della Repubblica Oscar Luigi Scalfaro, che il 4 novembre volle esporre tutti i vessilli regionali d'Italia al palazzo del Quirinale.
La bandiera è stata successivamente regolata dalla legge regionale n. 22 del 10 agosto 2001 ed ha subito un aggiornamento nel 2011.

## Sardegna

### Stemma

Stemma

Lo stemma regionale è «d'argento alla croce di rosso accantonata da quattro teste di moro bendate». Il tutto è racchiuso in uno scudo, i cui ornamenti esteriori ne sono parte integrante.
È stato concesso col Decreto del presidente della Repubblica Luigi Einaudi del 5 luglio 1952.

### Gonfalone
Il gonfalone è un drappo bianco con tre frange alla base; al centro campeggia lo stemma regionale, sovrastato dalla scritta REGIONE AUTONOMA DELLA SARDEGNA in un cartiglio azzurro.
È stato concesso col Decreto del presidente della Repubblica Luigi Einaudi del 5 luglio 1952.

### Bandiera

Bandiera

La bandiera è stata introdotta nel 1995 per rispondere alla richiesta del presidente della Repubblica Oscar Luigi Scalfaro, che il 4 novembre volle esporre tutti i vessilli regionali d'Italia al palazzo del Quirinale.
La bandiera è stata successivamente regolata dalla legge regionale n. 10 del 15 aprile 1999. Essa consiste quindi in un «campo bianco crociato di rosso con in ciascun quarto una testa di moro bendata sulla fronte rivolta in direzione opposta all'inferitura». Le teste rivolte verso destra rendono il disegno inusuale rispetto alle raffigurazioni storiche.

### Inno

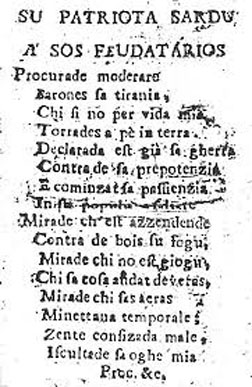
La prima strofa dell'inno

Dal 2018, inno ufficiale della Sardegna è Su patriotu sardu a sos feudatarios (in italiano: Il patriota sardo ai feudatari), componimento rivoluzionario e antifeudale scritto, in epoca sabauda, da Francesco Ignazio Mannu nel 1795, durante i moti rivoluzionari sardi.

## Sicilia

### Stemma
Lo stemma regionale è uno scudo diviso in due sezioni trasversali, rispettivamente in giallo e in rosso, con al centro la triscele con il gorgoneion e le spighe al naturale.
È regolato dalla legge regionale n. 12 del 28 luglio 1990.

### Gonfalone
Il gonfalone è costituito da un drappo inquartato di giallo e di rosso, con all'interno un ulteriore drappo appuntato di azzurro contenente uno scudo inquartato: il primo azzurro con una banda a due tiri di 14 scacchi nei colori argento e rosso; il secondo, argenteo con un'aquila nera coronata dalle ali spiegate; nel terzo, sempre in argento con triscele in colore carnato; il quarto, su fondo dorato a bande rosse, è suddiviso in ulteriori quattro quarti, dei quali i due laterali raffigurano due aquile coronate nere dalle ali spiegate su fondo argento. Nel secondo quarto del drappo vi è l'iscrizione "REGIONE SICILIANA" in bianco.
È regolato dalla legge regionale n. 12 del 28 luglio 1990.

### Bandiera

Bandiera de facto

La bandiera è un adattamento rettangolare dello stemma, senza particolari orpelli.
È menzionata, ma non regolata, nella legge regionale n. 12 del 28 luglio 1990.

### Inno
L'inno regionale della Sicilia è Madreterra. È stato composto nel 2003 da Vincenzo Spampinato in virtù dell'art. 35 della legge regionale n. 21 del 10 dicembre 2001 («Norme finanziarie urgenti e variazioni al bilancio della Regione per l'anno finanziario 2001»), che disponeva il conferimento dell'incarico di composizione dell'inno ufficiale regionale a un compositore siciliano iscritto da almeno dieci anni alla SIAE. È stato eseguito in pubblico per la prima volta al teatro antico di Taormina il 14 giugno 2003 dall'orchestra sinfonica siciliana e dal coro Musa 2000.

## Toscana

### Stemma
Lo stemma regionale è costituito da un Pegaso argenteo, già simbolo del Comitato Toscano di Liberazione Nazionale e tratto da una scultura attribuita a Benvenuto Cellini, inserito in uno scudo sannitico rosso (nelle prime versioni la tinta era verde).
È stato fissato dalla legge regionale n. 18 del 3 febbraio 1995. In precedenza la delibera di giunta n. 1749 del 22 febbraio 1993 aveva deliberato l'uso di un marchio: la lettera "T" iscritta nel Codice delle proporzioni di Leonardo da Vinci, corredata dalla dicitura "Regione Toscana". Un'ulteriore delibera di giunta del 1997, ha fissato definitivamente in rosso lo sfondo dello stemma. Infine il marchio con la "T" è stato abrogato dalla legge regionale n. 59/2015 e dalla deliberazione del consiglio regionale n. 85/2016.

### Gonfalone
Il gonfalone è costituito da un drappo di colore bianco con frange e ricami d'argento, al centro del quale campeggia il Pegaso argenteo, sormontato dalla dicitura "REGIONE TOSCANA". Due bande verticali di colore rosso corrono parallele ai bordi.
È regolamentato dalla legge regionale n. 44 del 20 maggio 1975.

### Bandiera
Non è invece disciplinata la bandiera (un semplice adattamento del gonfalone, ma senza epigrafi), introdotta nel 1995 per rispondere alla richiesta del presidente della Repubblica Oscar Luigi Scalfaro, che il 4 novembre volle esporre tutti i vessilli regionali d'Italia al palazzo del Quirinale.

## Trentino-Alto Adige

### Stemma
Lo stemma regionale è uno scudo spagnolo inquartato di color argento: il primo e l'ultimo quarto contengono l'aquila antica di Trento, nera, rostrata e membrata d'oro e contornata da fiamme di rosso uscenti e linguata di rosso fiammeggiante, con le ali caricate da sostegni d'oro con trifogli dello stesso nel contorno alare; i restanti due quarti contengono l'aquila antica del Tirolo, rossa, rostrata e membrata d'oro e linguata di rosso, con le ali caricate da sostegni d'oro.
È stato concesso con Decreto del presidente della Repubblica Sandro Pertini del 21 marzo 1983.

### Gonfalone
Il gonfalone è costituito da un drappo partito d'azzurro e di bianco caricato dello stemma sopra descritto con l'iscrizione bilingue in oro: Regione Trentino-Alto Adige nel palo azzurro e Region Trentino-Südtirol nel palo bianco. Le parti metalliche e i cordoni sono dorati, l'asta verticale sarà ricoperta di velluto dei colori del drappo, alternati con bullette dorate poste a spirale, e nella freccia sarà rappresentato lo stemma della Regione e sul gambo inciso il nome. La cravatta e i nastri presentano il tricolore nazionale e sono frangiati d'oro.
È stato concesso con Decreto del presidente della Repubblica Sandro Pertini del 21 marzo 1983.

### Bandiera
Non è invece disciplinata la bandiera (drappo troncato di bianco e azzurro con al centro lo stemma regionale), introdotta nel 1995 per rispondere alla richiesta del presidente della Repubblica Oscar Luigi Scalfaro, che il 4 novembre volle esporre tutti i vessilli regionali d'Italia al palazzo del Quirinale.

## Umbria

### Stemma
Lo stemma regionale è costituito da elementi geometrici raffiguranti in sintesi grafica i tre Ceri di Gubbio di colore rosso, delimitati da strisce bianche in campo argento di forma rettangolare.
È regolato dalla legge regionale n. 37 del 30 ottobre 1973.

### Gonfalone
Il gonfalone è di colore verde con la scritta "REGIONE UMBRIA" in rosso e reca al centro lo stemma regionale. Esso si completa con il nastro tricolore, annodato al di sotto del puntale.
È regolato dalla legge regionale n. 37 del 30 ottobre 1973.

### Bandiera

Bandiera ufficiale

Bandiera de facto, attualmente usata

La bandiera (verde con al centro lo stemma) è stata introdotta nel 1995 per rispondere alla richiesta del presidente della Repubblica Oscar Luigi Scalfaro, che il 4 novembre volle esporre tutti i vessilli regionali d'Italia al palazzo del Quirinale.
La bandiera è stata successivamente regolata dalla legge regionale n. 5 del 18 maggio 2004.

## Valle d'Aosta

### Stemma

Stemma

Lo stemma regionale riproduce l'antico stemma del Ducato di Aosta – nero con leone argentato, armato e linguato di rosso –, il cui uso ufficiale da parte sia delle magistrature locali (assemblea dei Tre Stati e Conseil des Commis), sia dei sovrani sabaudi nelle loro grandi armi, è attestato con certezza sin dai primi decenni del XVI secolo e si è mantenuto senza soluzione di continuità sino ai giorni nostri. La documentazione araldica superstite più antica consente tuttavia di ipotizzare che il leone fosse l'emblema scelto a rappresentare, nelle insegne militari, la Contea di Aosta, poi Ducato (il cui territorio coincideva con i confini regionali), in epoca ben precedente: almeno dalla seconda metà del Duecento e forse sin dalla fine del XII secolo. L'antico stemma fu poi adottato ufficialmente a rappresentare sia la Provincia di Aosta (1927) sia la circoscrizione autonoma della Valle d’Aosta (1945), divenuta poi Regione autonoma in forza dello Statuto speciale.
È stato determinato dalla legge costituzionale n. 4 del 26 febbraio 1948, poi confermata ed integrata dal Decreto del presidente della Repubblica Francesco Cossiga del 13 luglio 1987, che aggiunse allo stemma una filiera d'oro e modificò la foggia della corona.

### Gonfalone
Il gonfalone è un drappo partito di rosso e di nero con ricami d’oro; al centro campeggia lo stemma regionale, accerchiato dall'epigrafe istituzionale in italiano e in francese, di colore giallo.
È stato determinato dalla legge costituzionale n. 4 del 26 febbraio 1948, poi confermata ed integrata dal Decreto del presidente della Repubblica Francesco Cossiga del 13 luglio 1987, che cancellò dal gonfalone la cordelliera.

### Bandiera

Bandiera

La bandiera (drappo rosso e nero) e venne ideata nel 1942 dal canonico Joseph Bréan, che mutuò i colori dal sigillo cinquecentesco del Ducato di Aosta; i movimenti valdostani della Resistenza li adottarono creando una bandiera troncata. La sua adozione formale dopo la Liberazione fu scoraggiata dai timori che essa potesse fomentare desideri indipendentisti, nonché per la sua somiglianza con alcuni vessilli del movimento anarchico; a quest'ultimo problema si ovviò modificando i due colori con disposizione verticale e la bandiera così ridisegnata (talora con al centro lo stemma regionale) divenne presto de facto invalsa nell'uso.
La bandiera è stata successivamente disciplinata dalla legge regionale n. 6 del 16 marzo 2006.

### Inno
Montagnes Valdôtaines è l'inno ufficiale della Valle d'Aosta; canto popolare valdostano in lingua francese, è stato adottato nell'armonizzazione di Teresio Colombotto. La sua popolarità rispetto ad altre canzoni popolari valdostane è dovuta al fatto che per decenni è stata la sigla del notiziario radiofonico La voix de la Vallée, trasmesso dalla sede regionale della Rai.
L'autore della melodia è Alfred Roland, inviato nel 1832 a Bagnères-de-Bigorre, nei Pirenei francesi. La canzone originariamente ha per titolo Tyrolienne des Pyrénées o Montagnes Pyrénées. Il testo adattato alla regione è opera della poetessa valdostana Flaminie Porté (1885-1941), conosciuta anche con lo pseudonimo Sœur Scholastique. La Legge regionale n. 6 del 16 marzo 2006, all'articolo 8 stabilisce che Il canto tradizionale Montagnes valdôtaines è riconosciuto quale inno della Regione. Il testo adottato è stato quello definito dalla Fondazione Istituto Musicale della Valle d'Aosta.

## Veneto

### Stemma
Lo stemma regionale è costituito dalla rappresentazione del territorio regionale con il mare, la pianura e i monti. In primo piano è raffigurato il leone di San Marco.
È regolato dalla legge regionale n. 56 del 20 maggio 1975.

### Gonfalone

Gonfalone

Il gonfalone è di color rosso pompeiano, presenta al centro lo stemma e termina con sette fiamme che portano ciascuna, nella parte mediana, lo stemma di una delle città capoluogo di provincia della Regione. Nel cielo, sopra il Leone di San Marco, è apposta l'iscrizione Regione del Veneto.
È regolato dalla legge regionale n. 56 del 20 maggio 1975.

### Bandiera

Bandiera

La bandiera è costituita dagli stessi elementi dello stemma (epigrafe esclusa), disposti però orizzontalmente.
All'innesto del puntale sull'asta del gonfalone e della bandiera è annodato un nastro tricolore verde, bianco e rosso.
È regolata dalla legge regionale n. 56 del 20 maggio 1975 ed è stata aggiornata nel 1999.